# برون قشلاق سفلي
برون قشلاق سفلي (بالإنجليزية: Borun Qeshlaq-e Sofla)‏ هي منطقة سكنية تقع في قسم انغوت الشرقي الريفي في إيران. يقدر عدد سكانها بـ 51 نسمة .